# Aptesis silvatica
Aptesis silvatica är en stekelart som först beskrevs av Heinrich Habermehl 1935.
Aptesis silvatica ingår i släktet Aptesis och familjen brokparasitsteklar. Inga underarter finns listade.